# 디 올터스
디 올터스(The Alters)는 2025년에 11비트 스튜디오에서 개발 및 배급한 생존 게임이다. 게임에서 플레이어는 잔혹한 행성에서 살아남기 위해 자신의 대체 버전을 만들어야 하는 우주 광부 얀 돌스키를 조종한다. 2025년 6월 13일 플레이스테이션 5, Windows, 엑스박스 시리즈 X/S로 출시되었으며, 평론가들로부터 대체적으로 긍정적인 평가를 받았다.

## 게임 플레이
디 올터스에서 플레이어는 프로젝트 돌리 우주 탐사선에서 일하는 건설업자 얀 돌스키를 조종한다. 얀은 치명적인 방사선 때문에 자신을 죽일 수 있는 태양의 범위에서 벗어나기 위해 행성 표면을 따라 거대한 바퀴 모양의 기지를 조종해야 한다. 이 게임은 플레이어가 행성을 탐험하고 기지를 유지하고 확장하는 데 필수적인 자원과 재료를 채굴해야 하는 생존 게임이다. 채굴 장비에 전력을 공급하려면 전력 타워와 같은 인프라를 건설해야 한다. 기지 확장은 폴아웃 셸터 (비디오 게임) 및 엑스컴과 같은 게임과 유사하며, 플레이어는 기지에 새로운 방과 모듈을 부착하여 기능을 향상하고 승무원을 만족시키도록 임무를 맡는다. 태양이 떠서 플레이어의 전체 승무원을 섬멸할 것이기 때문에 게임의 각 구간은 시간이 정해져 있다. 실제 시간 1초는 게임 내 시간 1분과 같다.
해 뜨기 전에 살아남고 탈출하기 위해 그는 라피디움으로 알려진 물질을 사용하여 "올터"를 만들어야 한다. 올터는 다른 삶의 선택을 했기 때문에 각자 고유한 기술, 생활 방식 및 성격을 가진 그의 대체 버전이다. "생명의 나무"라는 시스템을 사용하여 원래의 얀은 자신의 삶의 경로를 보고 어떤 올터를 탄생시킬지 선택할 수 있다. 올터는 플레이어가 현재 직면하고 있는 문제에 대한 해결책을 제공할 수 있다. 예를 들어, 과학자 얀은 플레이어가 게임의 적대적인 환경을 탐색하는 새로운 방법을 연구하는 데 도움을 줄 수 있다. 각 올터는 자신만의 감정, 욕구 및 두려움을 가지고 있으며, 플레이어는 정기적으로 그들의 상태를 확인해야 한다. 방치하면 무모하게 행동하여 예상치 못한 결과를 초래할 수 있다. 한 번의 플레이에서 플레이어가 만들 수 있는 올터의 최대 개수가 있다.

## 줄거리

### 등장인물과 배경
얀 돌스키 (알렉스 조던)는 시간 가속 특성을 지닌 희귀한 신발견 원소인 라피디움을 찾기 위해 적대적이고 희귀한 삼중성계 행성으로 향하는 앨리콥 채광선에 탑승한 평범한 건설업자이다. 돌스키는 어머니의 죽음, 학대하는 아버지, 그리고 자신의 불안감과 후회에 대한 집착으로 파탄 난 전처 레나와의 실패한 결혼 생활에 시달리다 지구를 벗어나기 위해 이 임무를 수락했다.
알 수 없는 이유로 배가 행성에 불시착하여 얀은 멀리 떨어진 고립되고 황량한 행성에 홀로 남게 되는데, 이 행성은 위험한 중력 이상, 환경 위험, 그리고 다가오는 뜨거운 태양으로 가득하며, 바퀴 모양의 기지는 그의 유일한 피난처가 된다.
배의 양자 컴퓨터는 얀을 포함한 승무원의 자세한 기억 스캔을 포함하고 있으며, 얀이 다른 선택을 하고 다른 버전의 자신으로 변했을 수 있는 역사적 시점을 계산할 수 있다. 새로 발견된 라피디움과 양자 컴퓨터를 사용하여 얀은 "올터"로 알려진 빠르게 성장하는 복제물을 생성할 수 있는데, 이는 그가 중요한 순간에 다른 선택을 한 자신의 버전을 나타낸다. 예를 들어, 원래의 얀이 도망쳤을 때 아버지에게 대항했던 얀 기술자는 더 거칠고 단호하며 기술적으로 유능한 올터를 만들어낸다. 게임 전반에 걸쳐 얀은 경력 지향적인 얀 과학자, 얀 광부, 얀 의사, 얀 식물학자(모두 알렉스 조던이 목소리를 연기)를 포함한 여러 다른 올터를 만들 수 있으며, 이들은 원래의 얀과 다른 선택으로 인해 자신만의 기억과 확연히 다른 삶을 갖게 된다.

### 줄거리
미지의 행성에 접근하던 중 앨리콥 채굴선이 미지의 힘에 의해 치명적인 손상을 입어 대피해야 했다. 얀은 행성 표면에 홀로 깨어나 팀원들이 죽었음을 발견한다. 그는 기지를 찾아내지만, 심각한 자연 현상 때문에 도움을 요청하는 데 어려움을 겪는다. 파편적인 목소리는 해가 뜨면 며칠 안에 그의 위치가 불에 탈 것이라고 경고하며, 그는 기지를 이동 가능하게 만들어야 한다고 말한다.
지역을 탐험하는 동안 얀은 앨리콥이 그의 구조를 우선시하게 만들 높은 가치의 라피디움을 발견한다. 그 목소리는 그에게 양의 성체 복제체를 빠르게 임신시켜 이를 확인하라고 지시한다. 얀은 혼자서 기지를 운영할 수 없으므로, 그 목소리는 그의 기억 스캔을 포함한 양자 컴퓨터를 사용하여 다른 삶의 경로를 시뮬레이션하여 자신만의 올터, 즉 기술자를 만들도록 격려한다.
기술자의 도움으로 기지가 이동하고 통신이 명확해진다. 얀은 그 목소리가 우주 교통 관제사인 루카스 페냐의 것임을 알게 된다. 루카스는 그의 상사인 맥스웰이 윤리적으로 불법적인 행위인 올터 생성을 제안했다고 인정한다. 이는 인류에게 혁명을 일으킬 수 있는 라피디움 회수를 보장하기 위함이었다. 기지는 통과할 수 없는 용암 구덩이에서 멈춘다. 얀은 과학자, 의사, 광부, 식물학자 등 더 많은 올터를 만들어 돕는다. 과학자는 원격 다리를 개발하여 진행을 가능하게 한다.
그들은 곧 거대한 중력 이상에 의해 멈춰선다. 한편, 양은 갑자기 죽는다. 부검 결과 빠른 임신으로 인한 뇌 돌연변이가 밝혀진다. 스캔 결과 모든 올터가 감염되었으며 곧 죽을 것임이 드러난다. 얀은 맥스웰과 그의 전처 레나(앨리콥 소속)에게 도움을 요청한다. 맥스웰은 기억이 없는 올터를 만들어 돌연변이를 피하고 그 조직을 치명적으로 채취할 것을 제안한다. 레나는 신경 임플란트 설계를 제안하는데, 이는 올터의 존재를 앨리콥에 노출시킬 것이다. 두 가지 선택지 모두 올터들을 불안하게 만든다. 레나의 제안은 또한 맥스웰의 연루를 노출시키고, 그와 루카스의 해고와 앨리콥 최고운영책임자(COO) 아가사의 개입을 초래한다. 아가사는 맥스웰이 치명적인 기억 조작 프로젝트의 책임이 있는 불명예스러운 과학자임을 밝힌다. 루카스는 나중에 맥스웰에 대해 알고 있었지만 두려워서 침묵했다고 고백한다.
중력 이상이 중화된 후, 기술자는 얀을 배신하여 그를 의식을 잃게 한다. 그와 일부 반대파 올터들은 비밀리에 수리된 지상 차량을 타고 도주한다. 얀은 의식을 되찾고 기지가 이동 중이고 모래폭풍에 갇혀 붕괴 직전에 있음을 발견한다. 절망한 그는 양자 컴퓨터를 사용하여 자신의 기억을 조작하여 더 나은 리더가 된다. 초현실적인 사막 정신세계에서 그는 잠재의식의 현현인 낯선 사람을 만나는데, 그는 얀이 자신을 받아들이도록 돕고 양자 컴퓨터가 그가 임무를 성공으로 이끌 가능성이 가장 높다고 계산했기 때문에 승무원보다 그를 구했다고 밝힌다.
활력을 되찾은 얀은 반란 올터들의 차량을 추적하여 모래폭풍을 헤쳐나가자고 제안한다. 그는 황무지에서 그들을 찾아내고 구조팀에게 신호를 보낼 비컨을 건설한다. 그러나 그 신호는 원래의 추락을 유발한 거대한 행성 이상에 의해 차단된다. 그와 과학자는 현실과 위상이 다른 나무 모양의 구조물을 발견하고 이를 자신들의 세계로 가져올 장치를 건설하여 얀이 그것을 파괴하고 비컨을 활성화할 수 있도록 한다. 맥스웰 또는 아가사는 올터의 존재를 숨기도록 주장하므로, 그들은 위장된 라피디움 저장 장치를 만들어 자신들을 동면 상태로 밀반입한다. 얀은 구조팀이 도착하고 생존자와 라피디움이 지구로 돌아오기 전에 반란 올터들과 재회할 수도 있다.
결말은 플레이어의 선택에 따라 달라진다. 얀이 자신의 올터들과 편을 들면, 그는 구조선을 나포하여 지구로 돌아와 그들이 탈출할 수 있도록 하지만, 여러 범죄로 재판을 받는다. 맥스웰을 지지하면, 그는 불법적인 실험을 위해 라피디움을 독점하고 얀의 협력을 강요한다. 얀이 아가사와 편을 들면, 그는 앨리콥의 라피디움 회수 작업의 불행한 대변인이 된다. 둘 중 하나를 돕거나 구조선을 나포하지 못하면 올터들이 붙잡히고 그들의 운명은 알 수 없게 된다. 레나는 얀과 다시 관계를 맺거나 영원히 관계를 끊을 수 있다. 사건에 따라 그녀는 승진하거나 그를 도운 죄로 재판을 받을 수도 있다. 루카스가 얀이 배를 나포하는 것을 도우면, 그 역시 재판을 받지만 옳은 일을 했다는 것에 평화를 찾는다. 과학자는 행성에 남아 숨겨진 오아시스를 연구할 수 있으며, 식물학자는 얀이 살아남은 올터들과 함께 사라지는 동안 얀의 신분을 가정할 수 있다. 얀이 충분한 라피디움을 회수한다면, 작은 스타트업들이 이를 사용하여 지구의 식량 부족을 해결하기 시작한다. 모든 결말에서 얀은 "J"로부터 암호화된 메시지를 받는다.

## 개발 및 출시
디 올터스는 이전에 디스 워 오브 마인과 프로스트펑크를 개발했던 폴란드 게임 개발사 11비트 스튜디오에서 개발했다. 이 게임은 2022년 6월 PC 게이밍 쇼 2022에서 11비트 스튜디오에 의해 공개되었다. 이 게임은 2025년 6월 13일 플레이스테이션 5, Windows, 엑스박스 시리즈 X/S로 출시되었다. 이 게임은 출시와 동시에 PC 게임 패스 및 Xbox Game Pass Ultimate 구독자에게 추가 비용 없이 제공되었다.
수석 아티스트 토마시 키실레비츠는 언론에 이 게임이 심리 스릴러의 영향을 받았으며, 디 올터스를 "이상한 게임"이라고 묘사했다. 그는 자원 수집을 게임 경제의 "가장 기본적인 부분"이라고 묘사했지만, 시간은 게임에서 가장 귀중한 자원이었다. 플레이어가 특정 문제를 해결하는 여러 가지 방법이 있지만, 모든 작업을 수행할 시간은 없으므로 전략적으로 생각하고 목표를 우선순위에 두어야 한다. 게임 플레이는 새티스팩토리에서 영감을 받았다. 이 게임의 원래 아이디어는 플레이어가 자신의 여러 복제본을 만들어 우주에서 기지를 건설하고 운영하는 것이었다. 삶의 선택과 결정이 매우 다른 결과로 이어질 수 있다는 이야기는 배경을 보완하기 위해 만들어졌다. 팀은 이러한 삶의 선택이 현실의 사람들에게도 흔히 직면하는 문제이므로 공감할 수 있기를 원했다.
스튜디오에 따르면 "각 올터는 플레이어가 플레이하면서 상호 작용할 수 있는 매우 신중하게 준비된 성격과 스토리를 가지고 있다."
게임 출시 후, 플레이어들은 자막과 플레이버 텍스트에서 남겨진 AI 프롬프트를 발견했고, 이는 LLM 사용을 암시했다. 이는 밸브가 의무화한 대로 스팀 상점 페이지에 명시하지 않았음에도 불구하고 발생했다. 11비트는 이 논란에 대해 "AI 생성 자산은 개발 과정에서 임시 WIP로만 사용되었다"고 확인했다. 이 자산은 출시 전에 제거되어야 했다.

## 평가

### 비판적 반응
디 올터스는 리뷰 애그리게이터 메타크리틱에 따르면 비평가들로부터 "대체로 호의적인" 평가를 받았다. 오픈크리틱은 비평가들의 93%가 이 게임을 추천했다고 판단했다.
유로게이머는 리뷰에서 디 올터스가 "인내심"을 요구하지만, 꾸준히 플레이하면 그만한 가치가 있다고 언급했다. 그들은 게임의 아이디어 통합이 독창적이라고 칭찬했다. IGN은 간단한 자원 및 관리 시스템을 칭찬했다.

### 수상
| 시상식          | 날짜            | 부문             | 결과 | Ref.   |
| --------------- | --------------- | ---------------- | ---- | ------ |
| 게임스컴 어워드 | 2024년 8월 23일 | 게임 플레이      | 후보 | [ 25 ] |
| 게임스컴 어워드 | 2024년 8월 23일 | 최고의 Xbox 게임 | 후보 | [ 25 ] |
| 게임스컴 어워드 | 2024년 8월 23일 | 최고의 PC 게임   | 후보 | [ 25 ] |